# Kabeldike

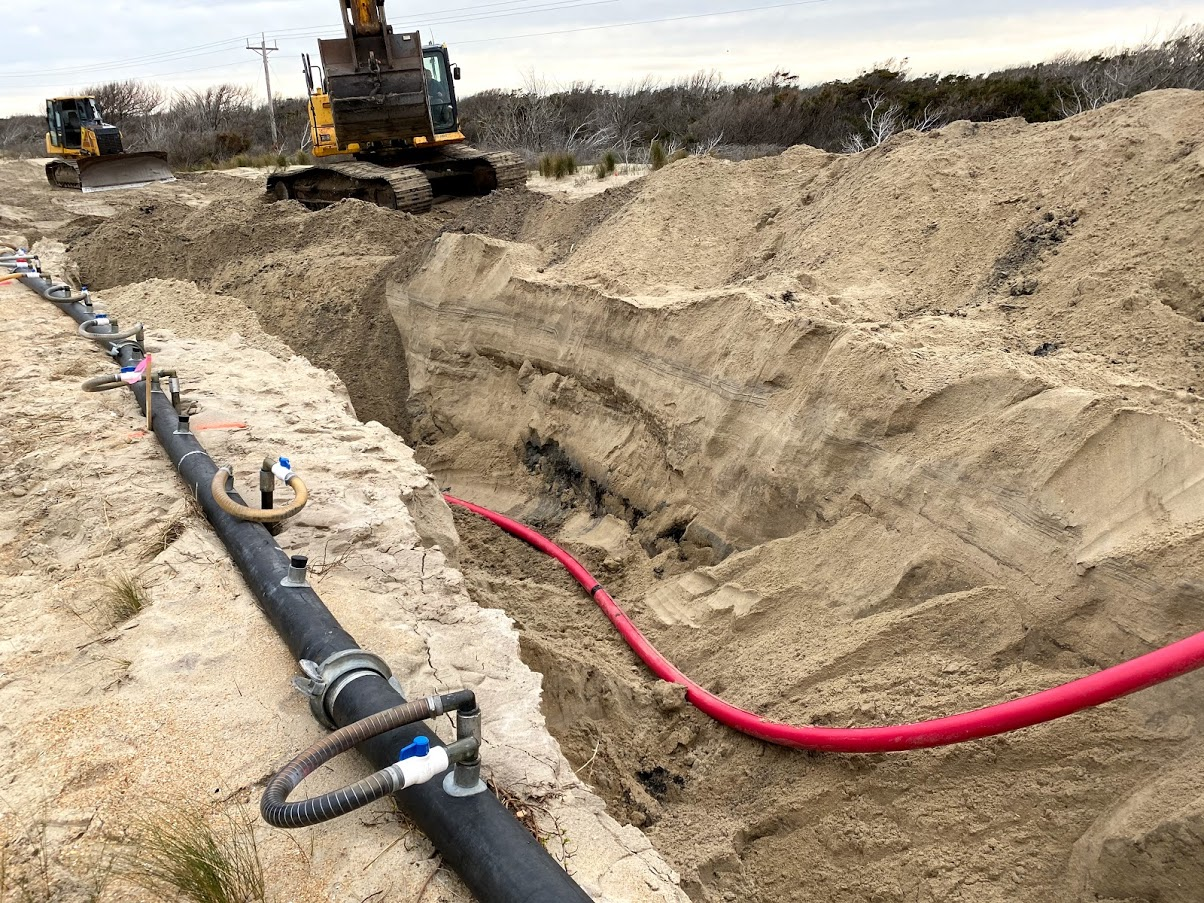
Kabeldike i North Carolina, 2021.

Ett kabeldike (även kabelgrav, rördike, rörgrav, ledningsdike och ledningsgrav) är ett dike för exempelvis elektriska ledningar eller vattenledningar.
Ett kabeldike kan även syfta på en konstruktion som sätts fast under ett skrivbord för att samla upp en dators alla sladdar. I kabeldiket lägger man alltså sladdarna så att de inte skall skräpa på golvet.